# Julie Pomagalski
Julie Pomagalski (La Tronche, 10 ottobre 1980 – Andermatt, 23 marzo 2021) è stata una snowboarder francese. Fu campionessa iridata di snowboard cross a Berchtesgaden 1999.

## Biografia
Nipote di Jean Pomagalski, fondatore della società di costruzione di impianti di risalita Poma, durante la sua carriera gareggiò per lo Sci Club Méribel nello snowboard. Si specializzò nelle discipline dello slalom parallelo, del gigante parallelo e del snowboard cross.
Nel 1999 divenne campionessa del mondo di snowboard cross ai Campionati mondiali di snowboard di Berchtesgaden 1999. 
Rappresentò la Francia ai Giochi olimpici di Salt Lake City 2002 dove si piazzò sesta nello slalom gigante parallelo. Vinse la Coppa del Mondo di generale di snowboard nel 2004. Partecipò ai Giochi Olimpici di Torino 2006, classificandosi ventitreesima nello snowboard cross e sesta nel gigante parallelo.
Il 23 marzo 2021, mentre sciava fuoripista con altre tre persone, scendendo dal Gemsstock, una montagna in Svizzera, nel Canton Uri, fu travolta da una valanga. Il suo corpo è stato trovato senza vita dai soccorritori.

## Palmarès

### Mondiali
- 2 medaglie:
  - 1 oro (snowboard cross a Berchtesgaden 1999)
  - 1 argento (slalom gigante parallelo a Kreischberg 2003)

### Mondiali juniores
- 3 medaglie:
  - 2 ori (slalom gigante a Chamorousse 1998; slalom gigante parallelo a Berchtesgaden 2000)
  - 1 oro (slalom parallelo a Berchtesgaden 2000)

### Coppa del Mondo
- Vincitore della Coppa del Mondo generale di snowboard nel 2004
- Miglior piazzamento nella Coppa del Mondo di parallelo: 2ª nel 2006
- Miglior piazzamento nella Coppa del Mondo di slalom parallelo: 14ª nel 2001
- Miglior piazzamento nella Coppa del Mondo di slalom gigante parallelo: 5ª nel 2002
- Miglior piazzamento nella Coppa del Mondo di snowboard cross: 2ª nel 2004
- 34 podi:
  - 9 vittorie
  - 17 secondi posti
  - 8 terzi posti

#### Coppa del Mondo - vittorie
| Data             | Luogo            | Paese       | Disciplina |
| ---------------- | ---------------- | ----------- | ---------- |
| 24 febbraio 2001 | Asahikawa        | Giappone    | PGS        |
| 14 dicembre 2001 | Mont-Sainte-Anne | Canada      | PGS        |
| 8 febbraio 2003  | Maribor          | Slovenia    | PGS        |
| 11 gennaio 2004  | Alpe d'Huez      | Francia     | PGS        |
| 21 febbraio 2004 | Sapporo          | Giappone    | PSL        |
| 11 marzo 2004    | Bardonecchia     | Italia      | SBX        |
| 7 ottobre 2005   | Landgraaf        | Paesi Bassi | PSL        |
| 8 dicembre 2005  | Whistler         | Canada      | SBX        |
| 9 marzo 2006     | Lake Placid      | Stati Uniti | PGS        |

Legenda:

PSL = Slalom parallelo

PSG = Slalom gigante parallelo

SBX = Snowboard cross